# Bruno Magalhães
Bruno Magalhães (10 de julio de 1980) es un piloto de rally portugués. Fue un competidor habitual del Intercontinental Rally Challenge, conduciendo un Peugeot 207 S2000 para Peugeot Sport Portugal. Acabó dos veces en el podio del Rally de Madeira, acabando segundo en 2007 y segundo en 2009. En 2010 ganó el Rally de Azores y llegó quinto en tres carreras, de modo que acabó quinto en el campeonato. En 2011 obtuvo dos quintos puestos en Córcega y San Remo. El portugués triunfó en el Rally de Madeira 2012, y llegó cuarto en el Rally de Azores 2013. En 2014 obtuvo el quinto puesto en el Rally Acrópolis.

## Estadísticas

### WRC
| Año  | Equipo                 | Automóvil         | 1   | 2   | 3      | 4       | 5      | 6   | 7      | 8   | 9   | 10  | 11  | 12  | 13  | 14    | 15  | 16  | Pos. | Puntos |
| ---- | ---------------------- | ----------------- | --- | --- | ------ | ------- | ------ | --- | ------ | --- | --- | --- | --- | --- | --- | ----- | --- | --- | ---- | ------ |
| 2007 | PH Sport               | Peugeot 207 S2000 | MON | SWE | NOR    | MEX     | POR 17 | ARG | ITA    | GRE | FIN | GER | NZL | ESP | FRA | JPN   | IRL | GBR | -    | 0      |
| 2009 | Peugeot Total          | Peugeot 207 S2000 | IRL | NOR | CYP    | POR Ret | ARG    | ITA | GRE    | POL | FIN | AUS | ESP | GBR |     |       |     |     | -    | 0      |
| 2011 | Peugeot Sport Portugal | Peugeot 207 S2000 | SWE | MEX | POR 12 | JOR     | ITA    | ARG | GRE    | FIN | GER | AUS | FRA | ESP | GBR |       |     |     | -    | 0      |
| 2013 | Bruno Magalhães        | Peugeot 207 S2000 | MON | SWE | MEX    | POR Ret | ARG    | GRE | ITA    | FIN | GER | AUS | FRA | ESP | GBR |       |     |     | -    | 0      |
| 2019 | Bruno Magalhães        | Hyundai i20 R5    | MON | SWE | MEX    | FRA     | ARG    | CHI | POR 19 | ITA | FIN | GER | TUR | GBR | ESP | AUS C |     |     | -    | 0      |
| 2021 | Bruno Magalhães        | Hyundai i20 R5    | MON | ART | CRO    | POR Ret | ITA    | SAF | EST    | BEL | GRE | FIN | ESP | MNZ |     |       |     |     | -    | 0      |

### Resultados en el IRC
| Año  | Equipo                 | Automóvil         | 1       | 2     | 3     | 4     | 5       | 6       | 7       | 8       | 9     | 10     | 11  | 12  | Pos. | Puntos |
| ---- | ---------------------- | ----------------- | ------- | ----- | ----- | ----- | ------- | ------- | ------- | ------- | ----- | ------ | --- | --- | ---- | ------ |
| 2006 | Peugeot Total          | Peugeot 206       | SUD     | YPR   | MAD 4 | ITA   |         |         |         |         |       |        |     |     | 13.º | 5      |
| 2007 | Peugeot Total          | Peugeot 207 S2000 | KEN     | TUR   | BEL   | RUS   | POR 2   | CZE     | ITA Ret | SWI     | CHI   |        |     |     | 10.º | 8      |
| 2008 | Peugeot Total          | Peugeot 207 S2000 | TUR     | POR 6 | BEL   | RUS   | POR 8   | CZE     | ESP Ret | ITA     | SWI   | CHI    |     |     | 21.º | 4      |
| 2009 | Peugeot Total          | Peugeot 207 S2000 | MON     | BRA   | KEN   | POR 9 | BEL     | RUS     | POR 2   | CZE     | ESP   | ITA    | SCO |     | 10.º | 8      |
| 2010 | Peugeot Sport Portugal | Peugeot 207 S2000 | MON 7   | CUR 5 | ARG 6 | CAN 5 | SAR 5   | YPR 6   | AZO 1   | MAD Ret | ZLI   | SAN 10 | SCO | CYP | 5.º  | 30     |
| 2011 | Peugeot Sport Portugal | Peugeot 207 S2000 | MON Ret | CAN 8 | COR 5 | YAL   | YPR Ret | AZO Ret | ZLI     | MEC 9   | SAN 5 | SCO    | CYP |     | 11.º | 26     |

### Resultados en el ERC
| Año  | Equipo                | Automóvil            | 1     | 2     | 3     | 4       | 5       | 6       | 7     | 8       | 9       | 10      | 11    | Pos. | Puntos |
| ---- | --------------------- | -------------------- | ----- | ----- | ----- | ------- | ------- | ------- | ----- | ------- | ------- | ------- | ----- | ---- | ------ |
| 2014 | Delta Rally           | Peugeot 207 S2000    | JÄN   | LAT   | GRE 5 | IRL     | AZO Ret | BEL Ret | EST   | CZE 10  | CYP 3   | VAL Ret | FRA 6 | 8.º  | 54     |
| 2015 | Delta Rally           | Peugeot 208 T16 R5   | JÄN   | LAT   | IRL   | AZO 4   | BEL 4   | EST     | CZE   | CYP 2   | GRE Ret | VAL 13  |       | 6.º  | 68     |
| 2017 | ARC Sport             | Škoda Fabia R5       | AZO 1 | ESP 3 | GRE 2 | CYP Ret | POL 9   | CZE 9   | ITA 3 | LAT Ret |         |         |       | 2.º  | 121    |
| 2018 | ARC Sport             | Škoda Fabia R5       | AZO 3 | ESP 7 | GRE 1 | CYP 2   | ITA 5   | CZE 9   | POL   | LAT     |         |         |       | 3.º  | 113    |
| 2019 | Team Hyundai Portugal | Hyundai i20 R5       | AZO 4 | ESP   | LAT   | POL     | ITA     | CZE     | CYP   | HUN     |         |         |       | 23.º | 18     |
| 2021 | Team Hyundai Portugal | Hyundai i20 N Rally2 | POL   | LAT   | ITA   | CZE     | AZO     | POR 4   | HUN   | ESP     |         |         |       | 22.º | 21     |
| 2022 | Team Hyundai Portugal | Hyundai i20 N Rally2 | POR 6 | AZO 6 | ESP   | POL     | LAT     | ITA     | CZE   | TBA     |         |         |       | 4.º  | 30     |